# Utahraptor
Utahraptor (însemnând „prădătorul din Utah”) este un gen de dinozauri mari dromaeosaurizi (un grup de theropode carnivore cu pene) care a trăit în perioada Cretacicului timpuriu, de la aproximativ 135 până la 130 de milioane de ani în urmă, în ceea ce sunt acum Statele Unite. Genul a fost descris în 1993 de către paleontologul american James Kirkland și colegii cu specia-tip Utahraptor ostrommaysi, pe baza fosilelor care fuseseră descoperite anterior din Formația Cedar Mountain din Utah. Mai târziu, au fost descrise multe exemplare suplimentare, inclusiv cele din craniu și postcraniu, pe lângă cele ale indivizilor mai tineri.
Genul conține o singură specie, Utahraptor ostrommaysi. Este cel mai cunoscut membru al familiei Dromaeosauridae, măsurând aproximativ 6–7 m lungime și cântărind de obicei până la 500 kg. Fiind un carnivor biped, cu o constituție puternică, care trăiește pe uscat, dimensiunea sa mare și varietatea caracteristicilor unice i-au atras atenția atât în cultura pop, cât și în comunitatea științifică. Fălcile Utahraptor-ului erau prevăzute cu dinți mici, zimțați care erau folosiți împreună cu o „gheară ucigașă” mare de pe al doilea deget pentru a-și omorî prada. Craniul său era în formă de cutie și alungit, asemănător cu alte dromaeosauride precum Dromaeosaurus și Velociraptor.
Fiind carnivor, Utahraptor s-a adaptat să vâneze celelalte animale din ecosistemul Formațiunii Cedar Mountain, cum ar fi ankylozaurii și iguanodonii. Indicii date de fiziologia picioarelor susțin ideea ca utahraptor ar fi fost un prădător de ambuscadă, spre deosebire de alți dromaeozauri care erau prădători de urmărire. Au fost găsite împreună rămășițele fosile ale mai multor indivizi de diferite vârste, ceea ce sugerează că utahraptorii erau gregari (sociali) și își îngrijeau puii după ce eclozau.